# Omiroupoli
Omiroupoli (Grieks: Ομηρούπολη) is een deelgemeente (dimotiki enotita) van de fusiegemeente (dimos) Chios, in de Griekse bestuurlijke regio (periferia) Noord-Egeïsche Eilanden.
In deze deelgemeente ligt het Byzantijns klooster Nea Moni, werelderfgoed.